# Oak Park (Geòrgia)
Oak Park és una població dels Estats Units a l'estat de Geòrgia. Segons el cens del 2000 tenia 366 habitants.

## Demografia
Segons el cens del 2000, Oak Park tenia 366 habitants, 148 habitatges, i 103 famílies. La densitat de població era de 19,8 habitants/km².
Dels 148 habitatges en un 28,4% hi vivien nens de menys de 18 anys, en un 47,3% hi vivien parelles casades, en un 14,9% dones solteres, i en un 30,4% no eren unitats familiars. En el 27% dels habitatges hi vivien persones soles el 10,8% de les quals corresponia a persones de 65 anys o més que vivien soles. El nombre mitjà de persones vivint en cada habitatge era de 2,47 i el nombre mitjà de persones que vivien en cada família era de 2,9.
Per edats la població es repartia de la següent manera: un 21,9% tenia menys de 18 anys, un 13,4% entre 18 i 24, un 27,6% entre 25 i 44, un 25,1% de 45 a 60 i un 12% 65 anys o més.
L'edat mediana era de 36 anys. Per cada 100 dones de 18 o més anys hi havia 111,9 homes.
La renda mediana per habitatge era de 24.808 $ i la renda mediana per família de 33.333 $. Els homes tenien una renda mediana de 30.625 $ mentre que les dones 18.125 $. La renda per capita de la població era de 14.317 $. Entorn del 14% de les famílies i l'11,6% de la població estaven per davall del llindar de pobresa.

## Poblacions més properes
El següent diagrama mostra les poblacions més properes.